# Nothomyia brevis
Nothomyia brevis är en tvåvingeart som först beskrevs av Jacques-Marie-Frangile Bigot 1887.  Nothomyia brevis ingår i släktet Nothomyia och familjen vapenflugor.
Artens utbredningsområde är Nya Kaledonien. Inga underarter finns listade i Catalogue of Life.